# Allemagne de l'Ouest
Cet article concerne la République fédérale d'Allemagne entre 1949 et 1990. Pour la République fédérale d'Allemagne depuis 1990, voir Allemagne.
Pour les articles homonymes, voir RFA et BRD.
 (septembre 2016).
Si vous disposez d'ouvrages ou d'articles de référence ou si vous connaissez des sites web de qualité traitant du thème abordé ici, merci de compléter l'article en donnant les références utiles à sa vérifiabilité et en les liant à la section « Notes et références ».
23 mai 1949 – 3 octobre 1990
(41 ans, 4 mois et 10 jours)
Entités précédentes :
- Allemagne occupée (Trizone)
- Protectorat de la Sarre (1957)

Entités suivantes :
- République fédérale d'Allemagne[1]

L'Allemagne de l'Ouest (en allemand : Westdeutschland) est le nom d'usage donné à la République fédérale d'Allemagne, souvent abrégée en RFA (en allemand : Bundesrepublik Deutschland ou BRD, parfois traduit à tort par « République fédérale allemande »), lorsque l’État couvrait la partie occidentale de l'Allemagne, entre 1949 et 1990. La capitale politique de la République fédérale avait été installée à Bonn, sur les bords du Rhin, tandis que le secteur Berlin-Ouest de l'ancienne capitale du Reich bénéficiait d’un statut politique spécial mais pouvait de facto être considéré comme faisant partie de l’Allemagne de l’Ouest, notamment à propos de la circulation des personnes.
La dénomination « Allemagne de l’Ouest » permettait de la distinguer de la République démocratique allemande, abrégée en « RDA » (en allemand : Deutsche Demokratische Republik ou DDR), appelée de façon informelle « Allemagne de l'Est ».
L'actuelle Allemagne issue de la réunification de 1990 est de jure le résultat de l’absorption des territoires de l'Allemagne de l'Est par l'Allemagne de l'Ouest. Elle repose donc sur la même constitution que la RFA d'avant 1990, porte le même nom et adopte les mêmes emblèmes dans la continuité. Seuls la superficie totale, le nombre de Länder de la République fédérale et le nom d'usage (désormais simplement « Allemagne ») ont changé.

## Historique

### Création

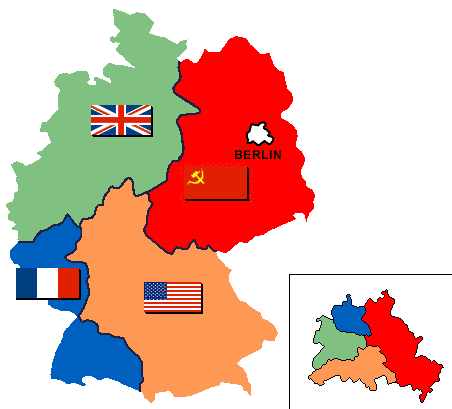
1945-1948 : l'Allemagne occupée, répartie entre les vainqueurs de la Seconde Guerre mondiale.

Depuis le 16 avril 1948 : La RFA en, la Sarre en (sous protectorat français), Berlin-Ouest en et la RDA en

Cette division résulte de l'occupation de l'Allemagne après la Seconde Guerre mondiale par les Alliés et les Soviétiques et de la Guerre froide qui a suivi. Alors que les Soviétiques occupent l'est de l'Allemagne, les Alliés, c'est-à-dire les Britanniques, les Américains et les Français, se partagent l'ouest de l'Allemagne.
En janvier 1947, à la suite du blocage par les Soviétiques des produits agricoles de leur zone vers les zones de l'Ouest, les Anglais et les Américains fusionnent leurs zones respectives pour constituer la Bizone, où ils instaurent une nouvelle monnaie, le Deutsche Mark en juin 1948. Les Soviétiques réagissent aussi en mettant en place l'Ostmark (qui devient la monnaie de l'Allemagne de l'Est). En août 1948, la France donne son accord pour fusionner son territoire à la Bizone : c'est la création de la Trizone. La RFA est créée par l'adoption de la Loi fondamentale le 23 mai 1949.

### Blocus de Berlin
Staline, inquiet de la possible reconstitution d'une Allemagne hostile (et désirant y étendre son influence), organise en juin 1948 le blocus de Berlin. Les Occidentaux répondent par un pont aérien de très grande ampleur et ininterrompu en direction de Berlin, notamment par l'aéroport de Tempelhof. Les Soviétiques doivent finalement mettre fin au blocus de Berlin en mai 1949, après 11 mois.

### Loi fondamentale
Après la fin du blocus de Berlin, les Occidentaux créent la République fédérale d'Allemagne (RFA) à partir de la Trizone (zones d'occupation américaine, britannique et française), sur la base de la Loi fondamentale du 23 mai 1949 adoptée le 8 mai 1949 précédent par le Conseil parlementaire réuni à Bonn.
Il s'agit d'une nouvelle Constitution pour l'Allemagne de l'Ouest, initialement destinée à jeter les bases du droit en RFA, et à disparaitre ou à servir de base lorsque les deux Allemagne seront réunies. Finalement, la Loi fondamentale est conservée (mais modifiée) après 1990, et devient la Constitution de toute l'Allemagne.
À la suite de l'adoption de la Loi fondamentale, le Conseil parlementaire est invité à désigner le « siège provisoire des organes fédéraux » pour ne pas parler de capitale, ce terme étant réservé à Berlin. Alors qu'une majorité de représentants semble favorable à la nomination de Francfort-sur-le-Main à ce poste, c'est finalement Bonn qui est retenue lors du vote du 10 mai 1949. Cette décision est confirmée le 3 novembre par le Bundestag, qui réaffirme l'objectif de rapatrier à Berlin les institutions fédérales dès que des élections libres auront eu lieu en « zone d'occupation soviétique ».
L'article 23 de Loi fondamentale fait du Grand-Berlin un Land fédéral. Néanmoins, la Constitution n'y fut appliquée unilatéralement que partiellement à Berlin-Ouest, où les premières élections législatives eurent lieu le 3 décembre 1950. Ce même article donnait également la possibilité aux Länder allemands n'ayant pas pu participer à l'élaboration de ladite Loi fondamentale, de pouvoir y adhérer ultérieurement à titre individuel. Cette disposition visait particulièrement les zones sous occupation soviétique qui furent privées d'élections libres, et constituèrent de leur côté la République démocratique allemande (RDA), le 7 octobre 1949.
La reconstruction et le développement de l'Allemagne de l'Ouest furent supervisés par les alliés occidentaux au sein d'une Haute commission alliée.

### Redressement économique et politique de rapprochement avec la France

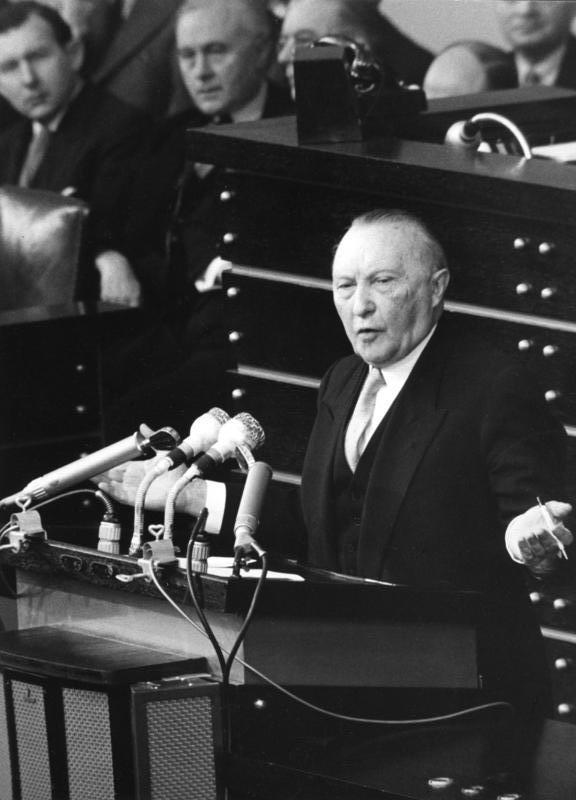
Konrad Adenauer au Bundestag en 1955.

Le 6 mars 1951, la révision du statut d'occupation permet à l'Allemagne d'établir de nouveau des relations diplomatiques et de créer ainsi un Office des Affaires étrangères (équivalent à un ministère).
Le 15 septembre 1949, Konrad Adenauer, ancien maire de Cologne et résistant au nazisme, est élu premier chancelier fédéral de l'Allemagne de l'Ouest. Tout en redressant économiquement le pays (grâce notamment au plan Marshall), il poursuit une politique portant essentiellement sur le regain de la souveraineté allemande. S'éloignant des Soviétiques, il recherche par ailleurs la protection militaire des États-Unis et intègre la République fédérale d'Allemagne dans le bloc de l'Ouest. Parallèlement, il désire aussi se rapprocher de la France dont le chef du gouvernement, à partir de 1958, est Charles de Gaulle. Une amitié unit les deux hommes, ce qui facilite le rapprochement franco-allemand. De Gaulle comme Adenauer avaient comme objectif de mettre fin à l'hostilité qui divisait les deux pays depuis 1870 et de permettre, à travers une entente franco-allemande, l'édification d'une Europe unie. Malgré certaines divergences politiques (de Gaulle, au contraire d'Adenauer, voulait se séparer des États-Unis afin de mettre en œuvre la troisième voie), les deux hommes d'État signent le traité de l'Élysée, au palais de l'Élysée, le 22 janvier 1963, qui scelle la réconciliation entre les deux pays.
Sur le plan militaire, Adenauer réorganise l'armée ouest-allemande fondée en 1955, la Bundeswehr, qui devient, en termes numériques, la plus importante composante des forces armées de l'OTAN en Europe. La RFA retrouve de plus sa souveraineté le 26 mai 1952, dans le cadre de la convention avec les Trois puissances (dite aussi convention de Bonn) qui signe la fin de son occupation par les Alliés. Malgré ces succès diplomatiques, militaires et économiques, Adenauer est obligé de démissionner en octobre 1963 sous les pressions de son propre camp.
Le 1er janvier 1957, la RFA connaîtra son premier agrandissement territorial par l'intégration de la Sarre qui, jusqu'alors, constituait un État indépendant et souverain, sous protectorat français.

### Guerre froide et relations est-ouest allemandes

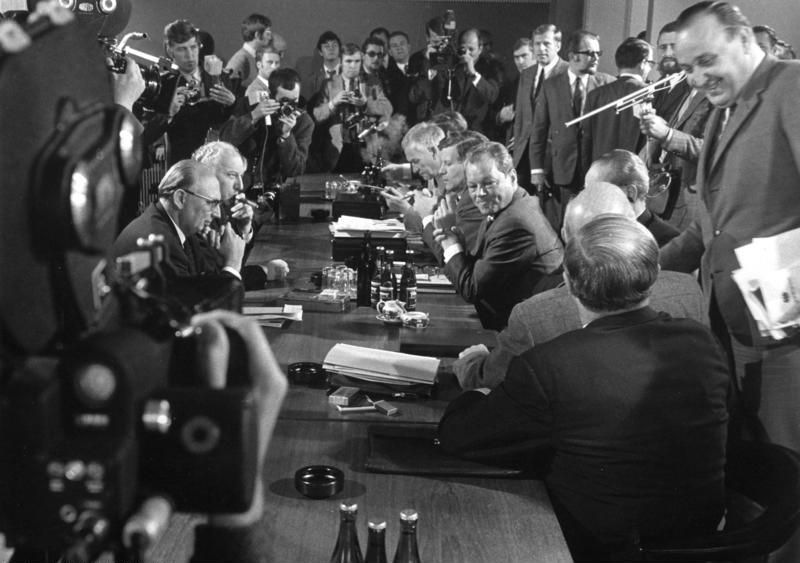
Willy Brandt (assis à droite, au centre) en conférence de presse le 2 octobre 1969 à l'occasion de la coalition SPD-FDP.

Devenu un membre important de l'OTAN après son adhésion en 1955, cet État et la RDA (membre, de son côté, du pacte de Varsovie) furent l'un des points de cristallisation de la confrontation Est/Ouest, appelée « guerre froide ». L'Allemagne de l'Ouest, membre du bloc de l'Ouest et alliée aux États-Unis, s'opposait à l'Allemagne de l'Est, soumise, elle, à l'influence de l'empire soviétique et membre du bloc de l'Est. Cette confrontation et ces désaccords idéologiques s'inscrivaient plus généralement dans la lutte d'influence qui divisait depuis 1945 les États-Unis et l'Union soviétique.
Toutefois, sous le gouvernement du chancelier ouest-allemand Willy Brandt, la RFA organise une politique de rapprochement avec la RDA au début des années 1970. C'est l'Ostpolitik mise en place par Willy Brandt, qui aboutit à plusieurs accords amicaux entre les deux Allemagne et entre la RFA et la Pologne (7 décembre 1970 : traité de Varsovie). L'Allemagne de l'Ouest et la RDA se reconnaissent mutuellement en 1972 en signant le traité fondamental en décembre de la même année (Grundlagenvertrag, entré en vigueur en juin 1973), tout en devenant membres de l'ONU peu après.
Grâce notamment au soutien du plan Marshall, destiné à aider à la reconstruction de l'Europe après la Seconde Guerre mondiale, la croissance économique de l'Allemagne de l'Ouest, appelée Wirtschaftswunder (le « miracle économique »), fit qu'elle devînt rapidement la troisième puissance économique mondiale, après les États-Unis et le Japon. De plus, la RFA, bien qu'au niveau de l'accroissement démographique assez faible, fut l'objet et le bénéficiaire d'une forte immigration en provenance de la RDA, les Allemands de l'Est fuyant la dureté du régime socialiste de la RDA et partant s'établir à l'ouest (plus de trois millions d'immigrants entre 1953 et 1961). La construction du mur de Berlin, en août 1961, et donc l'interdiction des Allemands de l'Est d'émigrer à l'ouest, entrava ce mouvement migratoire, mais la RFA favorisa ensuite l'installation d'immigrants turcs, puis, après la chute du bloc de l'Est, russes, polonais, ukrainiens et tchèques, attirés par la prospérité économique de l'État.

### Réunification

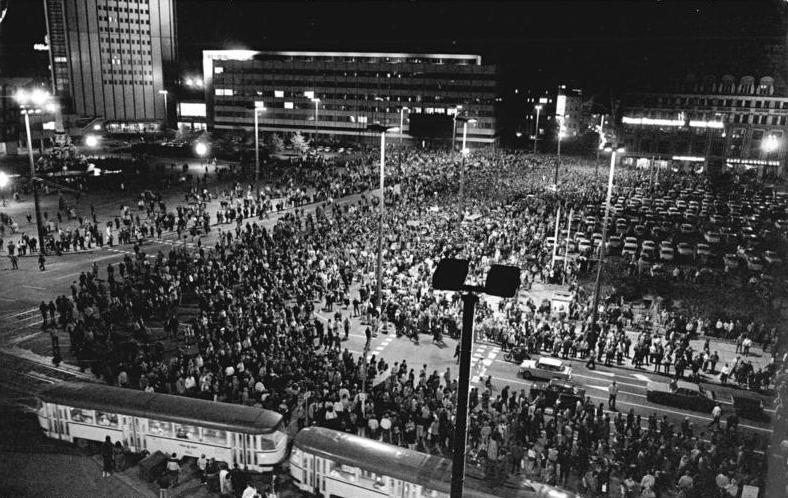
Leipzig, 16 octobre 1989, lors d'une manifestation du lundi.

Début 1989, la perspective d'une réunification de l'Allemagne paraît encore lointaine, le secrétaire général du comité central du SED (parti socialiste unifié d'Allemagne, alors au pouvoir en RDA), Erich Honecker, promettant que le mur de Berlin allait encore vivre « mille ans » de plus. Mais, contre toute attente, les mouvements de protestation se multiplient à travers toute la RDA, les manifestants réclamant pacifiquement mais avec insistance la libéralisation du régime et la mise en place d'élections libres. Les manifestations du lundi (Montagsdemonstrationen), débutées en septembre 1989 à Leipzig, prennent de l'ampleur, et devant cet état de fait et les pressions exercées par le vent de contestations qui souffle fin 1989 sur toute la RDA, Honecker doit démissionner dans l'année même. Mais les manifestants est-allemands se mettent à réclamer un rattachement à l'Allemagne de l'Ouest. Le 9 novembre 1989, le mur de Berlin tombe, laissant les frontières entre Berlin-Ouest et Berlin-Est ouvertes. De très nombreux citoyens est-allemands se rendent alors en RFA. En 1990, le régime se libéralise enfin, et des élections libres confirment la victoire des partis ligués contre le SED.
Le 3 octobre 1990, la réunification allemande est effectuée et incorpore la « République démocratique allemande » à la « République fédérale d'Allemagne » en utilisant les dispositions de l'article 23 de la Loi fondamentale citées plus haut. Le pays résultant de cette réunification est alors simplement appelé dans le langage courant « Allemagne » (le nom officiel de l'État restant « République fédérale d'Allemagne »).

## Organisation

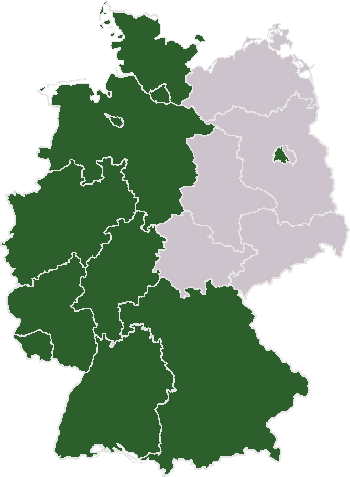
En vert : la République fédérale d'Allemagne et ses Länder, ainsi que Berlin-Ouest, à la veille de la réunification.

À la veille de la réunification en 1990, l'Allemagne de l'Ouest, qui était un État fédéral, se composait de dix Länder :
- Bade-Wurtemberg (né en 1952 de la fusion de trois Länder : Bade, Wurtemberg-Bade et Wurtemberg-Hohenzollern) ;
- Bavière ;
- Brême ;
- Hambourg ;
- Hesse ;
- Basse-Saxe ;
- Rhénanie-du-Nord-Westphalie ;
- Rhénanie-Palatinat ;
- Sarre (constituait jusqu'en 1957 un état indépendant et souverain, sous protectorat français) ;
- Schleswig-Holstein.

Le statut de Berlin-Ouest faisait quant à lui l'objet d'un traitement particulier.
L'Allemagne de l'Ouest était dirigée par un président fédéral (Bundespräsident), qui était le chef d’État. Le chef du gouvernement portait le titre de chancelier fédéral (Bundeskanzler).

## Vie politique

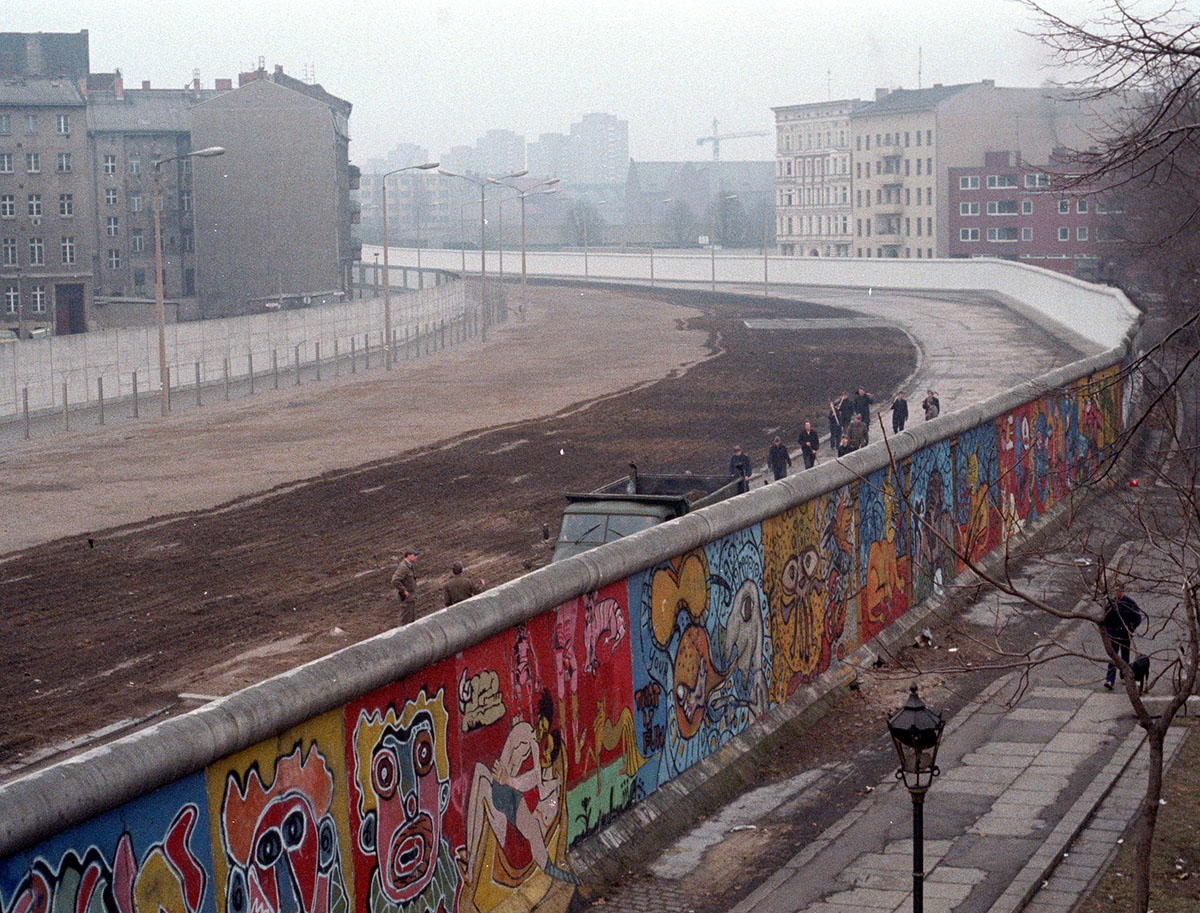
Photographie du mur de Berlin en 1989 par Thierry Noir.

À partir des années 1960, la RFA connaît un système politique dominé par trois grandes tendances politiques : l'Union chrétienne-démocrate (CDU) et l'Union chrétienne-sociale (CSU), le Parti social-démocrate (SPD) et le Parti libéral-démocrate (FDP).
Pendant une vingtaine années, la RFA a suivi la doctrine Hallstein : elle revendiquait le droit d'être la seule à représenter l'Allemagne et rompait toute relation diplomatique avec les pays qui reconnaissaient la RDA. Cette doctrine fut finalement abandonnée en octobre 1969, au profit de la Ostpolitik du chancelier Willy Brandt, qui préconisait une politique de rapprochement et de détente avec l'Union soviétique et ses alliés du pacte de Varsovie.

## Société
Jusqu'aux années 1970, les homosexuels font l'objet de persécutions par les autorités ouest-allemandes. Ils seront 50 000 à être condamnés pour homosexualité sur la base d'une loi instaurée sous le régime nazi mais conservée par la RFA.

## Code
L'Allemagne de l'Ouest a pour code :
- D, selon la liste des préfixes OACI d'immatriculation des aéronefs.

## Liste des chanceliers
- Konrad Adenauer (1949-1963)
- Ludwig Erhard (1963-1966)
- Kurt Georg Kiesinger (1966-1969)
- Willy Brandt (1969-1974)
- Helmut Schmidt (1974-1982)
- Helmut Kohl (1982-1998)